# さそり座ゼータ1星
さそり座ζ1星（さそり座ゼータ1星、Zeta1 Scorpii、ζ1 Sco）は、さそり座に位置する恒星である。

## 概要
さそり座ζ1星は、高光度青色変光星であり、視等級は4.66から4.86の間で変化する。散開星団NGC 6231の中心部から30分南に見えており、もしこの星団に属していれば、地球からの距離は6000光年となる。視等級は、後述するさそり座ζ2星と比べると暗いが、実際には極めて明るい星であり、明るさは太陽の170万倍と、知られている恒星の中でも高い部類に位置している。星間物質による光の吸収を考慮に入れると、光度は太陽の数十万倍にも達する。
さそり座ζ1星からは、1年間に1.4～2.0×10-9M☉、6億年で太陽1個分の質量が恒星風として流出している。

## 見かけの二重星
さそり座ζ1星は、さそり座ζ2星と見かけの二重星を構成している。ζ1星は約2600光年に対して、ζ2星は約130光年とかなり近くにある。ζ1星は青白色だが、ζ2星はオレンジ色をしており、美しい見かけの二重星として代表されることもある。

## 名称
グラフィアスという固有名を持っているが、これはさそり座β星、さそり座ξ星にも使われている。